# Zona Protegida do Rio Toro
A Zona Protegida do Rio Toro (em castelhano:  Zona Protectora Río Toro), é uma área protegida na Costa Rica, administrada sob a Área de Conservação Central, criada em 1994 pelo decreto 22838-MIRENEM.